# Mauro Sarmiento
Mauro Sarmiento (Casoria, 10 de abril de 1983) es un deportista italiano que compitió en taekwondo. 
Participó en dos Juegos Olímpicos de Verano, obteniendo en total dos medallas, plata en Pekín 2008 y bronce en Londres 2012, ambas en la categoría de –80 kg. Ganó una medalla de bronce en el Campeonato Europeo de Taekwondo de 2008.

## Palmarés internacional
| Juegos Olímpicos   | Juegos Olímpicos      | Juegos Olímpicos  | Juegos Olímpicos |
| Año                | Lugar                 | Medalla           | Categoría        |
| ------------------ | --------------------- | ----------------- | ---------------- |
| 2008               | Pekín (China)         | Medalla de plata  | –80 kg           |
| 2012               | Londres (Reino Unido) | Medalla de bronce | –80 kg           |
| Campeonato Europeo |                       |                   |                  |
| Año                | Lugar                 | Medalla           | Categoría        |
| 2008               | Roma (Italia)         | Medalla de bronce | –84 kg           |